# Rivolta degli ammiragli
La rivolta degli ammiragli (in inglese Revolt of the Admirals) è un episodio che ebbe luogo alla fine degli anni quaranta negli USA, in cui vari ammiragli della Marina USA ed alcuni importanti funzionari civili protestarono pubblicamente contro i piani e la strategia del presidente e del segretario della Difesa a proposito delle forze armate dei primi anni della Guerra fredda.

## Premesse
(Secretary of Defense Louis A. Johnson, December 1949)
Nel novembre 1943, il generale dell'esercito George C. Marshall chiese per il dopoguerra l'unificazione dei ministeri della Guerra e della Marina. Questa proposta condusse a ciò che fu chiamato dibattito sull'unificazione e la conseguente legge del 1947 sulla sicurezza nazionale ('National Security Act'). Questa legge riorganizzò le forze armate, creando un organismo unificato poco dopo chiamato Ministero della difesa, il Consiglio nazionale sulla sicurezza (NSC – ‘National Security Council’), l'Agenzia centrale di spionaggio (CIA - ‘Central Intelligence Agency’) e l'Aviazione (USAF), indipendente.
I generali della forza aerea appena fondata erano fautori di una nuova dottrina, secondo cui il bombardamento strategico, in particolare se fatto utilizzando armi nucleari, era l'unico elemento decisivo per vincere qualunque guerra futura, per cui era l'unico mezzo necessario per scoraggiare un nemico dal lanciare un attacco di sorpresa (come quello giapponese contro Pearl Harbor) contro gli Stati Uniti.
Per metterla in pratica, l'aviazione chiese finanziamenti al Congresso degli Stati Uniti per costruire una grande flotta di bombardieri strategici a lungo raggio, con basi negli Stati Uniti. I generali dell'aviazione chiesero che questo programma ricevesse un'enorme finanziamento, inizialmente per una versione aggiornata del bombardiere intercontinentale B-36 Peacemaker.
Gli ammiragli della Marina non furono d'accordo. Facendo leva sulla immensa superiorità dimostrata delle portaerei nel teatro del Pacifico, chiesero al Congresso di finanziare una grande flotta di "superportaerei" e delle navi dei relativi gruppi di supporto e protezione, partendo dalla costruzione della USS United States. I capi della Marina erano convinti che le guerre non potessero essere decise dal solo bombardamento strategico, con o senza l'uso di armi nucleari. La Marina sostenne anche che decidere, all'alba di un qualunque conflitto futuro, di iniziare ad utilizzare estensivamente delle armi nucleari, attaccando i maggiori centri abitati del territorio nemico, fosse immorale.
La futura “United States”, comunque, era progettata per l'impiego di aerei sufficientemente grandi per poter trasportare le pesantissime bombe nucleari dell'epoca. I piani di costruzione prevedevano di alloggiare 14 bombardieri pesanti con armamenti e combustibile a sufficienza per otto missioni per ogni aereo, consentendo alla classe di superportaerei United States di lanciare fino a 112 armi nucleari prima che diventasse indispensabile il rifornimento. Gli ammiragli chiedevano che questo progetto potesse ricevere un finanziamento sufficiente a costruire 8 superportaerei in un periodo di 5 anni.

## La cancellazione della USSUnited States
Il ministro della Difesa, l'ex ministro della Marina James Forrestal, condivideva la posizione della Marina ed autorizzò la costruzione della classe United States, con un lotto di produzione di cinque navi. Ma fu costretto dal presidente Truman a dimettersi nel marzo del 1949, dopo una serie di discussioni sui fondi necessari, e fu sostituito da Louis A. Johnson, che era d'accordo sui limiti di budget imposti da Truman e che trovava convincenti gli argomenti dell'Aviazione.

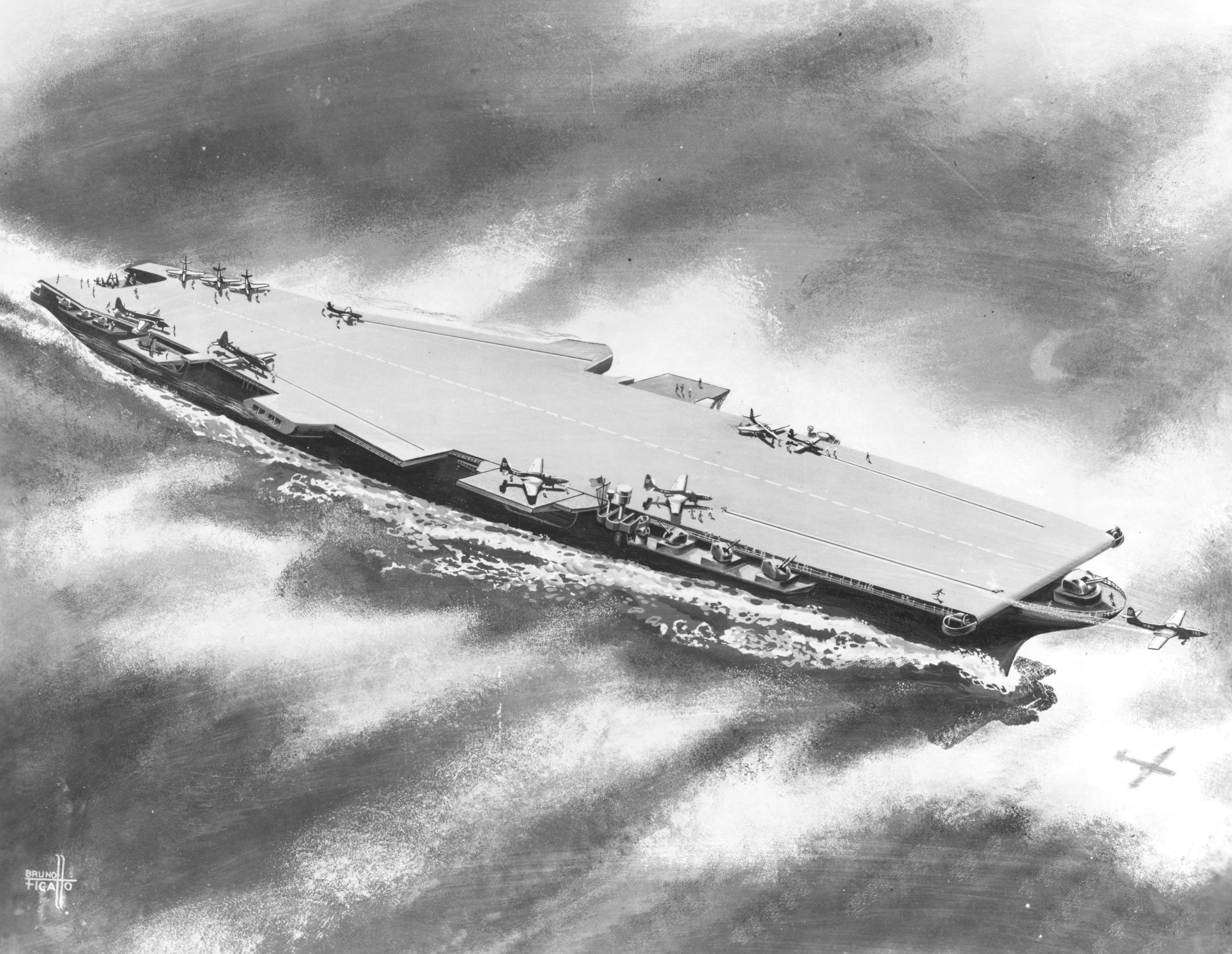
Un bozzetto del possibile aspetto della USS United States

Nell'aprile del 1949, meno di un mese dopo aver assunto l'incarico di ministro della Difesa, e senza aver consultato il Congresso, Johnson ordinò la cancellazione della United States. Il ministro della Marina John L. Sullivan ed un grande numero di alti ammiragli si dimisero per protesta. Pochi giorni dopo, Johnson annunciò che le forze aeree in carico al Corpo dei Marines sarebbero state trasferite all'Aviazione, ma il piano fu cancellato con discrezione in risposta ad una infuriata reazione del Congresso.
Le portaerei della Marina erano estremamente sgradite all'Aviazione, perché erano il nucleo di una forza aerea al di fuori del suo controllo e che i loro strateghi consideravano obsoleta nell'era delle armi nucleari. Johnson, che era uno strenuo difensore della nuova forza di bombardieri nucleari, cercò quindi di limitare il più possibile le richieste della Marina per nuove grandi portaerei, per risparmiare i fondi del bilancio militare, già notevolmente ridotto nel dopoguerra.
Un gruppo di ricerca, comandato dal capitano Arleigh A. Burke, iniziò a raccogliere materiale contro le prestazioni e le capacità del B-36. In poco tempo apparve un “documento anonimo”, che dichiarava che il B-36 era un errore milionario, insinuando un dolo da parte delle autorità che avevano ordinato la produzione dell'aereo: il documento affermava che Johnson, che era stato nel consiglio di amministrazione della Convair, compagnia produttrice del bombardiere, avesse un interesse privato nella sua produzione.
La situazione fu ulteriormente esacerbata da una serie di articoli per la stampa popolare scritti dall'ammiraglio Daniel V. Gallery. L'ultimo articolo, dal titolo Non lasciate affondare la Marina!, fu così trascinante che Johnson volle che Gallery fosse deferito alla Corte Marziale per insubordinazione grave. Gallery riuscì ad evitare il processo, ma gli articoli gli costarono la promozione ed infine la carriera.
Il dibattito causò la cosiddetta "rivolta degli Ammiragli", che era in preparazione da tempo ma scoppiò nella seconda metà del 1949, quando molti di quegli ufficiali, incluso il capo delle Operazioni Navali Louis Denfeld, furono licenziati od obbligati alle dimissioni.

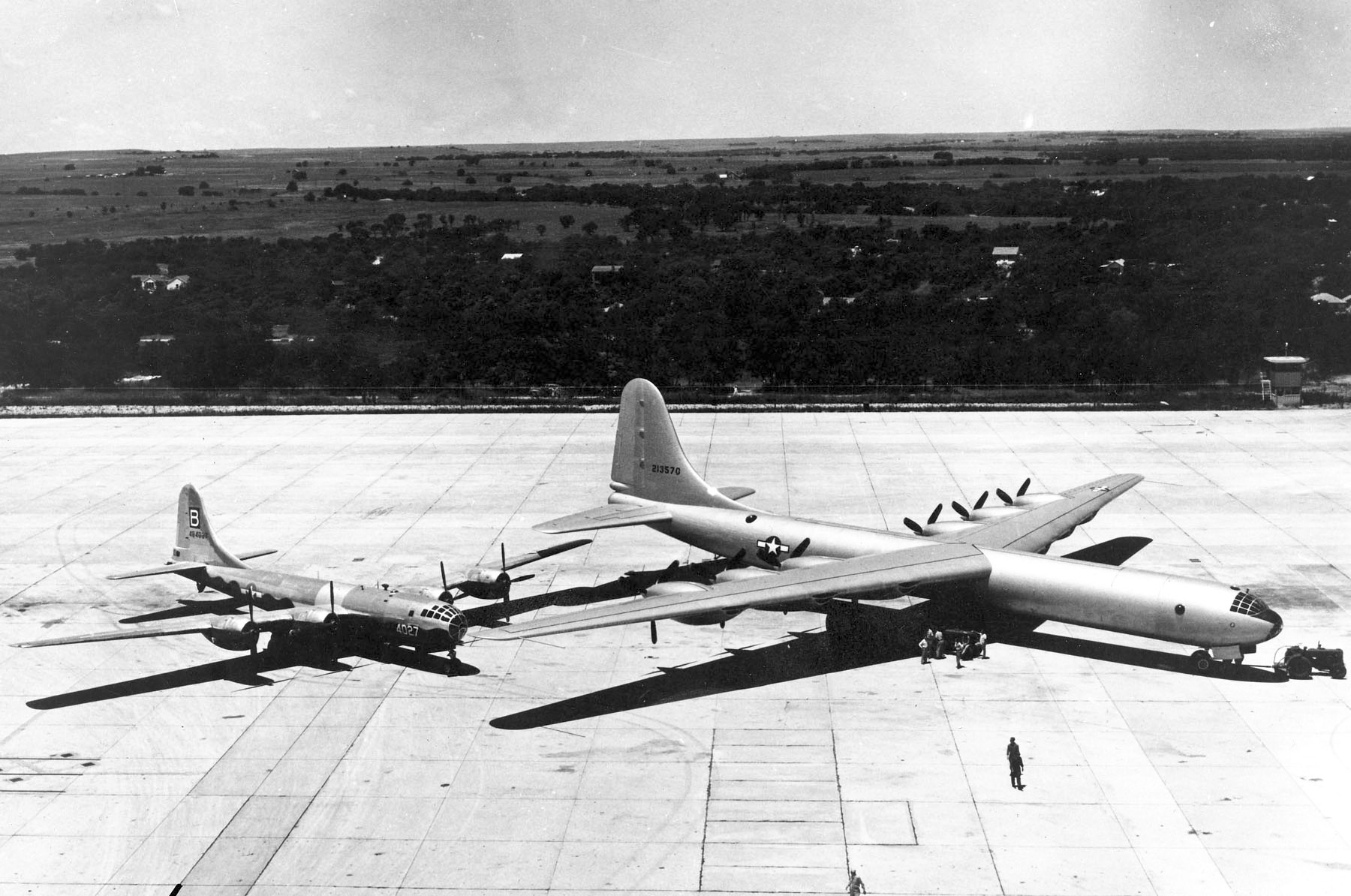
Il prototipo XB-36 di fianco ad un B-29. Si possono notare le enormi dimensioni del bombardiere strategico.

## Risultato delle audizioni al Congresso
Nel suo rapporto finale, il Comitato per i Servizi Armati affermò che non c'erano conferme provate alle accuse sul ruolo di Johnson e del ministro dell'Aviazione Stuart Symington nell'ordinazione degli aerei. Sostenne che la valutazione del B-36 fosse sotto la responsabilità del Gruppo di Valutazione dei Sistemi d'Arma, e che non ci fosse necessità di sottoporre a giudizio le loro decisioni.
A proposito della cancellazione della superportaerei, però, il comitato criticò la competenza dei capi dell'esercito e dell'aviazione, che avevano supportato la decisione di Johnson, nel decidere quali navi fossero adatte alla Marina.
Il comitato sconfessò Johnson, disapprovando le sue “maniere spicce” usate per fermare la costruzione della portaerei e la sua mancanza di consultare i comitati del congresso prima di agire, dichiarando che "La difesa nazionale non è una decisione di stretta decisione ministeriale: coinvolge non solo il Congresso ma l'intero popolo americano. Il Comitato non può in alcun modo approvare questo modo di decidere su questioni pubbliche".
L'autore del cosiddetto “documento anonimo” risultò essere Cedric R. Worth, un impiegato civile del sottosegretariato della Marina. Una commissione congressuale raccomandò che Worth fosse licenziato. Dopo una commissione d'inchiesta della Marina, Worth fu costretto alle dimissioni.
Il comitato espresse fortemente la necessità di un'effettiva unificazione delle forze armate, ma affermò anche: "c'è stata una inopportuna volontà di arrivare troppo presto ad un'unificazione troppo stringente… c'è stata riluttanza da parte della Marina verso una collaborazione interforze, un Esercito sovreccitato, ed un'Aviazione in un certo modo “esuberante”… si può affermare che il Comitato non ha trovato al Pentagono ufficiali entusiasti all'idea dell'unificazione".
Infine, il Comitato condannò le dimissioni forzate dell'ammiraglio Denfeld, concludendo che la sua rimozione fosse stata una rappresaglia a causa della sua testimonianza, ed una sfida al governo. Il generale dell'Esercito Omar Bradley, capo dello stato maggiore interforze, definì gli ammiragli come "in aperta ribellione contro il controllo civile". Ciò accadde soprattutto per motivi di ristrettezze di bilancio: le forze armate erano nel pieno delle restrizioni di bilancio postbelliche (che sarebbero continuate anche dopo ed oltre l'epoca della Guerra di Corea) ed ogni organismo militare credeva che il suo futuro dipendesse dall'assicurarsi quante più missioni possibile per gli anni a venire.

## Conseguenze della cancellazione della "USS United States"
Dopo la cancellazione della USS United States, il Congresso e la Marina iniziarono a pensare al progetto della prossima superportaerei, processo che si sarebbe accelerato con la Guerra di Corea. I successivi cinque anni di bilanci militari dettero la priorità allo sviluppo e l'impiego di vari progetti di bombardieri, accumulando una forza aerea pronta all'impiego di oltre mille bombardieri strategici a lungo raggio capaci di compiere missioni nell'ambito di scenari di conflitto nucleare. La porzione del bilancio della difesa destinata all'aviazione crebbe, mentre quella della Marina si ridusse.
Il nuovo progetto di superportaerei ebbe solo più una vaga somiglianza a quello della United States quando la costruzione iniziò. Il progetto fu immediatamente rivisto con una diminuzione del dislocamento, che oltre all'aggiunta del ponte di volo angolato fece perdere alla portaerei gran parte della somiglianza con il progetto originale. Cinque anni dopo, il nuovo progetto divenne la USS Forrestal.
Il progetto della superportaerei da allora si è evoluto nella classe Enterprise, successivamente nella classe Nimitz e continuerà con la classe Ford. A tutto il 2012 la Marina degli Stati Uniti possedeva 11 superportaerei in servizio attivo e due di riserva.

## Effetti successivi
La Rivolta degli Ammiragli aprì la discussione, ancora in atto, nell'ambiente militare statunitense sul ruolo delle armi nucleari, il bombardamento strategico e la necessità di unificazione del comando militare, ed allo stesso tempo sul ruolo dei gruppi di ogni arma come entità separata.
La prima prova della dottrina nazionale arrivò il 25 giugno 1950, con lo scoppio della Guerra di Corea, e le autorità statunitensi decisero che il bambardamenteo nucleare strategico non sarebbe stato usato per sconfiggere la Corea del Nord, anzi: per contrastare le forze armate nordcoreane sarebbero state usate forze di terra convenzionali, supportate da gruppi navali ed anfibi. La Guerra di Corea fu ritenuta “limitata” e non considerata come una provocazione, come preteso dai sostenitori della dottrina dell'Aviazione, in vista di una maggiore minaccia da parte dell'Unione Sovietica.
Dopo l'inizio dell'attacco alla Corea del Nord, il ministro Johnson promise alla Marina che avrebbe avuto la sua nuova superportaerei. La storia recente ha dimostrato come i “conflitti limitati” siano la norma, senza l'utilizzo del bombardamento strategico previsto invece dallo scenario dell'Aviazione. La Guerra di Corea rinforzò le lezioni della II Guerra Mondiale, che aveva condotto le portaerei ad essere la prima forza della politica estera statunitense. Gli storici dell'aviazione e della marina continuano ancora oggi a sostenere le posizioni tenute dai rispettivi rappresentanti durante la “Rivolta degli Ammiragli”.